# 5630 Billschaefer
5630 Billschaefer eller 1993 FZ är en asteroid i huvudbältet som upptäcktes 21 mars 1993 av den amerikanske astronomen Jack B. Child vid Palomar-observatoriet. Den är uppkallad efter amatörastronomen William Schaefer.
Asteroiden har en diameter på ungefär 4 kilometer.